# Lucrèce L’Ecluse
Lucrèce L’Ecluse (Wachtebeke, 30 november 1952) is een Belgisch schrijfster van kinder- en jeugdboeken.
L’Ecluse was zowel voltijds als deeltijds onderwijzeres en begon met het schrijven van kinderboeken toen ze 36 jaar oud was. Haar eerste boek, De Steenweg, werd uitgegeven in 1990. Sindsdien schreef ze een dertigtal kinder- en jeugdboeken.
Drie van haar boeken, Dan kom ik naast je zitten, De duinenhond en Wolvenbos kregen de Prijs van de Kinder- en Jeugdjury.